# Guglielmo Marconi (Schiff, 1963)
Die Guglielmo Marconi war ein 1963 in Dienst gestelltes Passagierschiff der italienischen Reederei Lloyd Triestino. 1977 wurde das Schiff für Kreuzfahrten umgerüstet und 1984 für Costa Crociere in Dienst gestellt, wo sie bis 2001 als Costa Riviera im Dienst blieb.

## Geschichte
Die Guglielmo Marconi wurde bei Cantieri Riuniti dell’Adriatico in Monfalcone gebaut und am 24. September 1961 vom Stapel gelassen. Ein halbes Jahr nach ihrem Schwesterschiff Galileo Galilei, am 30. Oktober 1963, wurde sie an die Reederei übergeben und begann nach einer Premierenkreuzfahrt im Mittelmeer am 3. November 1963 am 18. November ihre erste Überfahrt von Genua nach Australien, wo sie die folgenden vierzehn Jahre im Einsatz war.
1977 wurde die Guglielmo Marconi ausgemustert und an die Italian Line verkauft, die sie bis zum Januar 1980 unter der neu gegründeten Eigenmarke Italia Crociere für Kreuzfahrten betrieben. Anschließend wurde sie nach drei Jahren Aufliegezeit an Costa Crociere verkauft und als reines Kreuzfahrtschiff umgebaut. Im November 1984 nahm sie als Costa Riviera den Dienst auf.

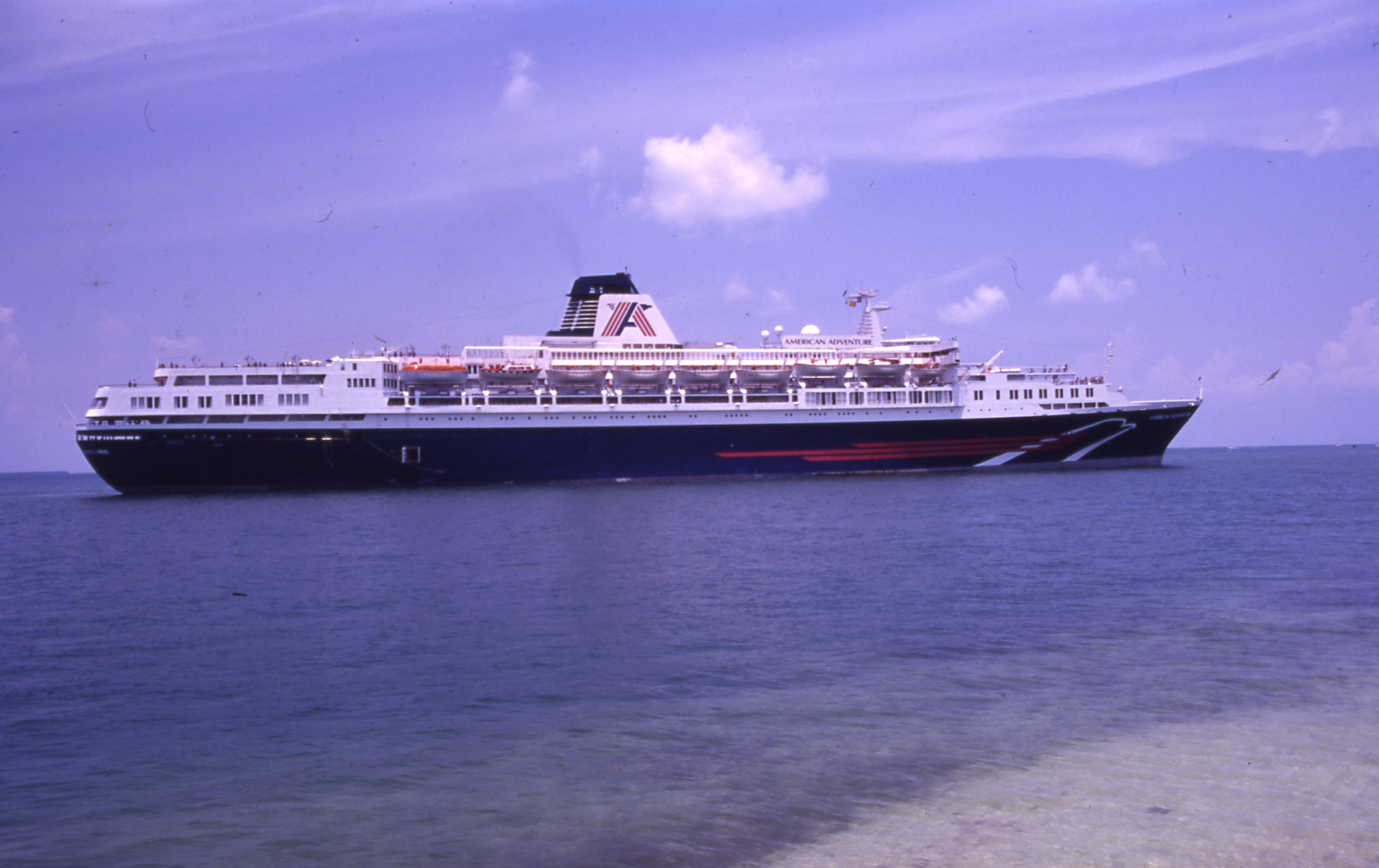
Als American Adventure vor Key West

Von 1993 bis 1994 stand die Costa Riviera als American Adventure im Einsatz. Das Schiff wurde in dieser Zeit von Costa Crociere und Bruce Nierenburg für deren kurzlebige Tochtergesellschaft American Family Cruises genutzt. Es war hierbei für Kreuzfahrten für junge amerikanische Familien mit Kindern ausgerichtet. Da dies nicht sehr erfolgreich war, wurde das Schiff im September 1994 wieder bei Costa Crociere für Kreuzfahrten in Europa eingesetzt. 2001 wurde die Costa Riviera aufgelegt und im Februar 2002 zur Verschrottung ins indische Alang verkauft, wo sie am 7. März 2002 unter dem Überführungsnamen Liberty eintraf.